# O Gran Camiño
De O Gran Camiño (De grote weg) is een meerdaagse wielerwedstrijd voor mannen in de Spaanse autonome gemeenschap Galicië. De wedstrijd wordt sinds 2022 georganiseerd en bestaat uit vier etappes die elk in een van de vier provincies in Galicië worden verreden.
In 2022 won de Spanjaard Alejandro Valverde en in 2023 en 2024 de Deen Jonas Vingegaard de rittenkoers die alle keren eind februari verreden werd.

## Eindpodia
| Jaar | Periode     | Winnaar            | Tweede           | Derde           |
| ---- | ----------- | ------------------ | ---------------- | --------------- |
| 2022 | 24-27/02    | Alejandro Valverde | Michael Woods    | Mark Padoen     |
| 2023 | 23-26/02    | Jonas Vingegaard   | Jesús Herrada    | Ruben Guerreiro |
| 2024 | 22-25/02    | Jonas Vingegaard   | Lenny Martinez   | Egan Bernal     |
| 2025 | 26/02-02/03 | Derek Gee          | Davide Piganzoli | Magnus Cort     |

### Overwinningen per land
| Overwinningen | Land           |
| ------------- | -------------- |
| 2             | Denemarken     |
| 1             | Canada, Spanje |

## Edities

### 2022
|                    | Start - Finish                 | Provincie          | Afstand            | Eerste             | Tweede             | Derde              |
| ------------------ | ------------------------------ | ------------------ | ------------------ | ------------------ | ------------------ | ------------------ |
| 1                  | O Porriño - Vigo               | Pontevedra         | 165,0 km           | Magnus Cort        | Giovanni Lonardi   | Alejandro Valverde |
| 2                  | Bertamiráns - Mirador de Ézaro | A Coruña           | 177,6 km           | Michael Woods      | Alejandro Valverde | Rubén Fernández    |
| 3                  | Maceda - Luintra               | Ourense            | 148,4 km           | Alejandro Valverde | Michael Woods      | Iván Sosa          |
| 4                  | Sarria - Sarria (ITT)          | Lugo               | 015,8 km           | Mark Padoen        | Jesús Herrada      | Alejandro Valverde |
| Puntenklassement   | Puntenklassement               | Puntenklassement   | Puntenklassement   | Alejandro Valverde |                    |                    |
| Bergklassement     | Bergklassement                 | Bergklassement     | Bergklassement     | Iván Sosa          |                    |                    |
| Jongerenklassement | Jongerenklassement             | Jongerenklassement | Jongerenklassement | Igor Arrieta       |                    |                    |
| Ploegenklassement  | Ploegenklassement              | Ploegenklassement  | Ploegenklassement  | Movistar Team      |                    |                    |

### 2023
|                    | Start - Finish                                  | Provincie          | Afstand            | Eerste                | Tweede          | Derde         |
| ------------------ | ----------------------------------------------- | ------------------ | ------------------ | --------------------- | --------------- | ------------- |
| 1*                 | (Murella de) Lugo - Sarria                      | Lugo               | 188,0 km           |                       |                 |               |
| 2                  | Tui - A Guarda (Monte Trega)                    | Pontevedra         | 184,3 km           | Jonas Vingegaard      | Ruben Guerreiro | Jon Izagirre  |
| 3*                 | Esgos - Rubiá (Alto de Castelo)                 | Ourense            | 123,4 km           | Jonas Vingegaard      | Ruben Guerreiro | Attila Valter |
| 4                  | Novo Milladoiro - Santiago de Compostella (ITT) | A Coruña           | 018,1 km           | Jonas Vingegaard      | Rohan Dennis    | William Barta |
| Puntenklassement   | Puntenklassement                                | Puntenklassement   | Puntenklassement   | Sebastian Schönberger |                 |               |
| Bergklassement     | Bergklassement                                  | Bergklassement     | Bergklassement     | Jonas Vingegaard      |                 |               |
| Jongerenklassement | Jongerenklassement                              | Jongerenklassement | Jongerenklassement | Lukas Nerurkar        |                 |               |
| Ploegenklassement  | Ploegenklassement                               | Ploegenklassement  | Ploegenklassement  | Cofidis               |                 |               |

* etappe 1 werd 16 kilometer voor de finish stilgelegd en geannuleerd in verband met sneeuw.
* etappe 3 (van 163 km) werd ingekort in verband met sneeuw.

### 2024
|                     | Start - Finish                        | Provincie           | Afstand             | Eerste                  | Tweede          | Derde            |
| ------------------- | ------------------------------------- | ------------------- | ------------------- | ----------------------- | --------------- | ---------------- |
| 1*                  | A Coruña - A Coruña                   | A Coruña            | 014,8 km            | Joshua Tarling          | Darren Rafferty | Pablo Castrillo  |
| 2                   | Taboada - Chantada                    | Lugo                | 151,2 km            | Jonas Vingegaard        | Egan Bernal     | Jefferson Cepeda |
| 3                   | Xinzo de Limia - Castelo de Ribadavia | Ourense             | 173,2 km            | Jonas Vingegaard        | Carlos Canal    | Quentin Pacher   |
| 4*                  | Ponteareas - Tui                      | Pontevedra          | 132,0 km            | Jonas Vingegaard        | Lenny Martinez  | Hugh Carthy      |
| Algemeen klassement | Algemeen klassement                   | Algemeen klassement | Algemeen klassement | Jonas Vingegaard        | Lenny Martinez  | Egan Bernal      |
| Puntenklassement    | Puntenklassement                      | Puntenklassement    | Puntenklassement    | Jonas Vingegaard        |                 |                  |
| Bergklassement      | Bergklassement                        | Bergklassement      | Bergklassement      | Jonas Vingegaard        |                 |                  |
| Jongerenklassement  | Jongerenklassement                    | Jongerenklassement  | Jongerenklassement  | Lenny Martinez          |                 |                  |
| Ploegenklassement   | Ploegenklassement                     | Ploegenklassement   | Ploegenklassement   | Team Visma-Lease a Bike |                 |                  |

* etappe 1 telde niet mee in het algemene eindklassement vanwege het slechte weer.
* etappe 4 werd vanwege het slechte weer met 29 kilometer ingekort.

### 2025
|                     | Start - Finish                             | Provincie           | Afstand             | Eerste                | Tweede            | Derde            |
| ------------------- | ------------------------------------------ | ------------------- | ------------------- | --------------------- | ----------------- | ---------------- |
| 1                   | Maia - Matosinhos                          | Portugal            | 189,7 km            | Magnus Cort           | Santiago Mesa     | Giovanni Lonardi |
| 2                   | Marín - A Estrada                          | Pontevedra          | 133,1 km            | Magnus Cort           | Martin Marcellusi | Carlos Canal     |
| 3                   | Ourense - O Pereiro de Aguiar              | Ourense             | 015,6 km            | Derek Gee             | Davide Piganzoli  | Maxime Decomble  |
| 4                   | A Pobra do Brollón - Pedrafita do Cebreiro | Lugo                | 137,1 km            | Sergio Geovani Chumil | Derek Gee         | Davide Piganzoli |
| 5                   | Betanzos - Santiago de Compostela          | A Coruña            | 159,87 km           | Magnus Cort           | Carlos Canal      | Giovanni Lonardi |
| Algemeen klassement | Algemeen klassement                        | Algemeen klassement | Algemeen klassement | Derek Gee             | Davide Piganzoli  | Magnus Cort      |
| Puntenklassement    | Puntenklassement                           | Puntenklassement    | Puntenklassement    | Magnus Cort           |                   |                  |
| Bergklassement      | Bergklassement                             | Bergklassement      | Bergklassement      | Derek Gee             |                   |                  |
| Jongerenklassement  | Jongerenklassement                         | Jongerenklassement  | Jongerenklassement  | Viktor Soenens        |                   |                  |
| Ploegenklassement   | Ploegenklassement                          | Ploegenklassement   | Ploegenklassement   | Burgos-Burpellet-BH   |                   |                  |